# アレクセイ・ペトロヴィチ
アレクセイ・ペトロヴィチ（ロシア語: Алексей Петрович, 1690年2月28日（ユリウス暦2月18日） - 1718年6月15日）は、ロシアのツァレーヴィチ（皇子・皇太子）。ツァーリ・ピョートル1世とその最初の妃エヴドキヤ・ロプーヒナの長男。

## 生涯
父と違って全く軍事・政治に興味を示さなかった。1708年に父よりモスクワの知事に任命されたが、政治に無関心で信仰にのみ関心を示し、大酒飲みだったという。1711年にブラウンシュヴァイク＝ヴォルフェンビュッテル公ルートヴィヒ・ルドルフの娘であるシャルロッテ・クリスティーネと結婚し、長女ナターリア（1714年 - 1728年）、長男ピョートル（のちの皇帝ピョートル2世、1715年 - 1730年）の1男1女をもうけた。しかし、シャルロッテは1715年10月のピョートルの出産直後に死去した。
その後、父の西欧化政策に反発して対立する。これには妻の死後、愛人として迎えたアフロシニヤとの交際を反対されたためともいわれる。ピョートル大帝は廃嫡して修道院に追放しようと目論み、アレクセイは1716年秋にオーストリアのウィーンに逃亡した。しかし、ナポリに逃亡した後の1717年10月にピョートル大帝が派遣した特使に追いつかれ、強制的にロシアに連れ戻された。

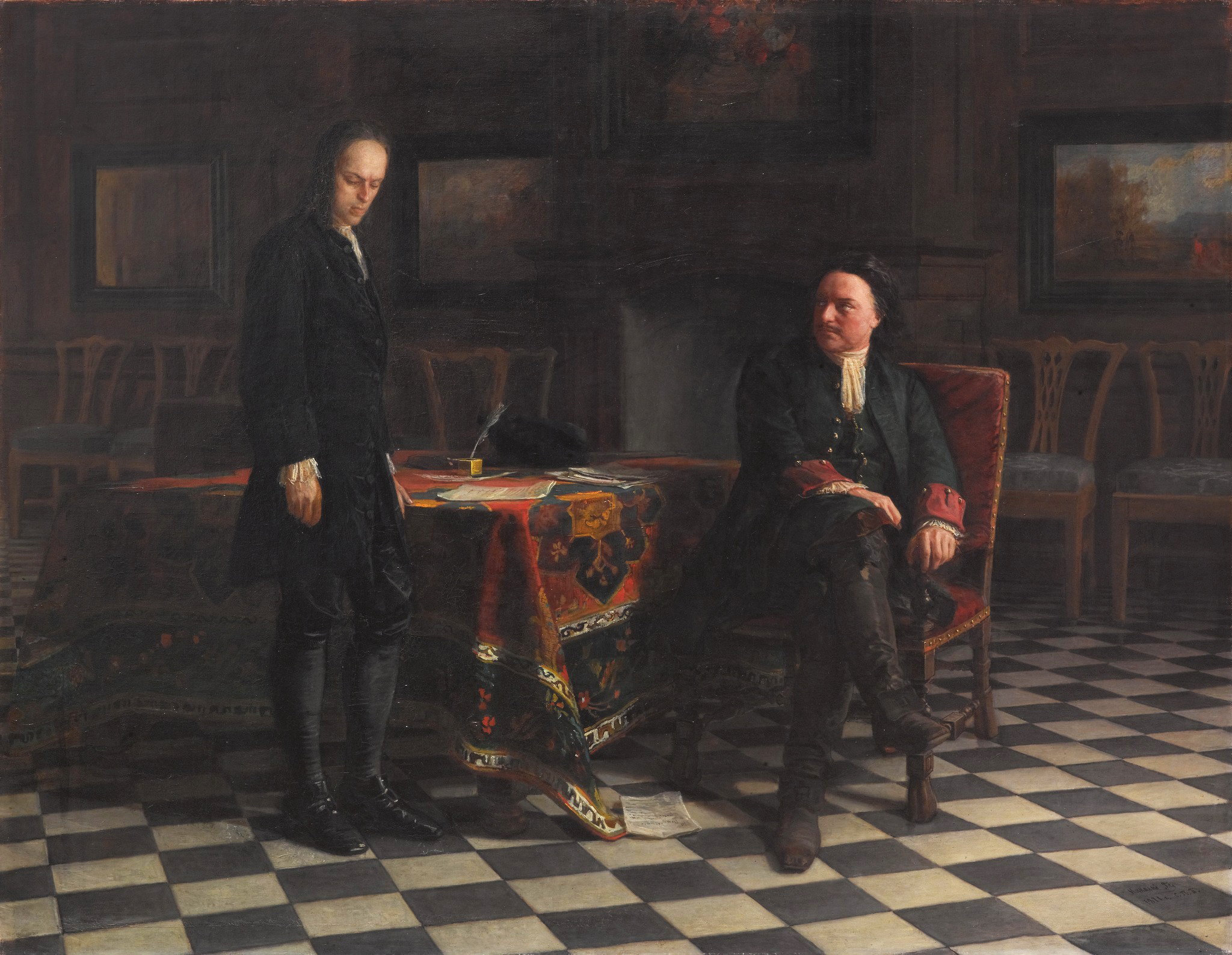
ピョートル1世からの尋問を受けるアレクセイ

帰国後、皇太子アレクセイの逃亡は陰謀であると考えた大帝は、「秘密官房」に命じて徹底的に調査した。その結果、アレクセイの生母であるエヴドキヤ・ロプーヒナは辺境の修道院に追放、アレクセイ派の側近や友人らは処刑され、投獄された愛人のアフロシニヤも処罰された。
結局、アレクセイは裁判にかけられ、皇太子を廃された上に死刑を言い渡された。その直後に発作で獄死した。28歳没。